# Municipio de Carp Lake (condado de Ontonagon)
El municipio de Carp Lake (en inglés: Carp Lake Township) es un municipio ubicado en el condado de Ontonagon en el estado estadounidense de Míchigan. En el año 2010 tenía una población de 722 habitantes y una densidad poblacional de 1,24 personas por km².

## Geografía
El municipio de Carp Lake se encuentra ubicado en las coordenadas 46°44′27″N 89°40′30″O / 46.74083, -89.67500. Según la Oficina del Censo de los Estados Unidos, el municipio tiene una superficie total de 584.28 km², de la cual 582,32 km² corresponden a tierra firme y (0,33 %) 1,95 km² es agua.

## Demografía
Según el censo de 2010, había 722 personas residiendo en el municipio de Carp Lake. La densidad de población era de 1,24 hab./km². De los 722 habitantes, el municipio de Carp Lake estaba compuesto por el 96,26 % blancos, el 0,14 % eran afroamericanos, el 1,11 % eran amerindios, el 0,14 % eran asiáticos y el 2,35 % eran de una mezcla de razas. Del total de la población el 1,25 % eran hispanos o latinos de cualquier raza.